# Stenetrium macrochirium
Stenetrium macrochirium is een pissebed uit de familie Stenetriidae. De wetenschappelijke naam van de soort is voor het eerst geldig gepubliceerd in 1929 door George Edward Nicholls.